# Bernardo Atxaga
José Irazu Garmendia, bolje znan pod psevdonimom Bernardo Atxaga, baskovski pisatelj, * 27. julij 1951, Asteasu.
Njegovo dela obsegajo poezijo, eseje, romane in kratke zgodbe. Piše dela za otroke in odrasle. Atxaga je najbolj prevajan baskovski pisatelj, njegova dela pa so prevedena v več jezikov. Rodil se je v Asteasu, kjer je tudi preživel otroštvo. Študiral je v Bilbau, kjer je diplomiral iz ekonomije. Svoje prvo delo, Borobila eta punta (Okrogline in konice), je napisal leta 1972. Po odsluženem vojaškem roku je delal v banki. Svoja besedila je objavljal v literarni reviji Panpina Ustela. Na njegova besedila je postal pozoren bilbaovski pisatelj Gabriel Aresti, ki ga je spodbujal k nadaljnem pisanju. Delal je kot scenarist na radiu, prodajalec knjig in kot ekonomist. Leta 1976 je izšel njegov prvi roman Ziutateaz (Po mestu), nato pa še pesniška zbirka Etiopia (1978). Bil je član avantgardne literarne skupine Pott, ki jo je leta 1977 ustanovil skupaj z drugimi pisatelji: Josebo Sarrionandio, Ruperjem Ordoriko, Jonom Juaristijem in drugimi. Atxaga se je nato odločil, da se bo profesionalno posvetil literaturi. Posvetil se je tudi študiju ter v Barceloni diplomiral iz književnosti in filozofije. Leta 1988 je objavil svoje najuspešnejše delo Obabakoak (Ljudje iz Obabe), ki je prevedeno v 26 jezikov. Prejel je tudi več literarnih nagrad.

## Dela
V slovenščino so prevedena naslednja njegova dela: Harmonikarjev sin (prevod Marjeta Drobnič, COBISS 227322112), To nebo (prevod Marjeta Drobnič, COBISS 110101760), Osamljeni mož (prevod Marjeta Drobnič, COBISS 78962688), Dnevi Nevade (prevod Marjeta Drobnič, COBISS 288740096), Xola med levi (prevod Barbara Pregelj, COBISS 290895616), Xola in teta iz Amerike (prevod Barbara Pregelj, COBISS 289006592), Xola in Angelito (prevedla Barbara Pregelj, COBISS 291840768).
- Ziutateaz (1976) (Po mestu)
- Bi anai (1985)
- Obabakoak (1988) (Ljudje iz Obabe)
- Gizona bere bakardadean (1993)
- Zeru horiek (1995)
- Sara izeneko gizona (1996)
- Soinujolearen semea (2003)
- Teresa, poverina mia (2004)
- Zazpi etxe Frantzian (2009)
- Nevadako egunak (2013)
- Narp. El caso de Felisa Rodríguez (2015)
- Muskerraren bidea (2015)
- Etxeak eta hilobiak (2019)

Poezija
- Etiopia (1978)
- Henry Bengoa Inventarium (1986)
- Poemas &amp; Híbridos (1990)
- Nueva Etiopía (1996)
- Paradisua eta katuak (2012)

Mladinska književnost
- Nikolasaren abenturak eta kalenturak (1979)
- Ramuntxo detektibea (1979)
- Chuck Aranberri dentista batan etxean (1982)
- La cacería (1986)
- Flannery eta bere astakiloak (1991)
- Astakiloak Arabian (1987)
- Astakiloak jo eta jo (1993)
- Aitona-amonen oroigarria (1999)
- Nire jaioterriko jendea (2005)
- Xolak badu lehoien berri (1995)
- Xola eta basurdeak (1996)
- Xola ehitzan (2000)
- Xola eta Angelito (2004)
- Xola eta lapurra (2015)